# Meteordjupet
Meteordjupet är en 8 264 meter djup sänka i Sydsandwichgraven, en djuphavsgrav som ligger på södra halvklotet, i närheten av Antarktis, ungefär 26 grader longitud och 55 grader latitud.
Meteordjupet har fått sitt namn efter det tyska forskningsfartyget Meteor från vilket djupet upptäcktes  under den tyska Atlantexpeditionen som ägde rum 1925−1927.        